# روآنوک (آلاباما)
روآنوک (به انگلیسی: Roanoke) شهری در شهرستان راندولف ایالت آلاباما است که مساحت آن ۴۹٫۵۱ کیلومتر مربع است و در سرشماری سال ۲۰۱۰ میلادی، ۶٬۰۷۴ نفر جمعیت داشته و تراکم جمعیتی آن، ۱۲۲٫۶۸ نفر در هر کیلومتر مربع بوده است.